# Jun'ichi Suwabe
Jun'ichi Suwabe (諏訪部 順一 Suwabe Jun'ichi?,  Tokio, Japón, 29 de marzo de 1972) es un actor de voz japonés, afiliado a Haikyo. Algunos de sus papeles más destacados son el de Grimmjow Jaegerjaquez en Bleach, Archer en Fate/stay night, Keigo Atobe en Prince of Tennis, Yami Sukehiro en Black Clover, Undertaker en Kuroshitsuji, Daiki Aomine en Kuroko no Basket, Sukuna en Jujutsu Kaisen, Takashi Komuro en Highschool of the Dead, Dandy en Space Dandy y Victor Nikiforov en Yuri!!! on Ice. Suwabe ha sido nominado en la categoría de Mejor canto en la sexta entrega de los Seiyū Awards, y recibió el premio a Mejor actor de reparto en la séptima entrega, galardón que repitió en la 12º ceremonia.

## Salud
El 22 de enero de 2022, Suwabe dio positivo en la prueba de la variante ómicron de COVID-19 y había estado experimentando síntomas "muy leves".  Un mes después, se anunció que Suwabe se había recuperado y había vuelto a trabajar. El 8 de diciembre de 2023, anunció a través de su blog que a partir del 1 de enero, estaría en pausa durante algunas semanas para someterse a una cirugía. Más tarde fue dado de alta del hospital y anunció que volvería a actuar en una fecha posterior

## Filmografía
Lista de los roles interpretados durante su carrera.
Los papeles principales están en negrita

### Anime
1996
- You're Under Arrest como Árbitro (ep.39)

1997
- Ehrgeiz como Peace Unit Soldier; Tera Solider A

1998
- DT Eightron como Ain

1999
- Great Teacher Onizuka como Koji Fujiyoshi.

2000
- Boogiepop Phantom como Chico C (ep.1)

2001
- The Prince of Tennis como Keigo Atobe.
- X como Fuuma Monou.

2002
- Chobits como Yoshiyuki Kojima; Player (ep.13)
- Gravion como Alex Smith.
- Heat Guy J como Blues Dullea (Ep.8)
- Naruto como Seimei (ep.219-220)

2003
- E's Otherwise como Leonid.
- Fullmetal Alchemist como Greed
- Gad Guard como Katana.
- Gilgamesh como Tria.
- Kaleido Star como Ian (ep.12)
- Peacemaker Kurogane como Toshimaro Yoshida.
- Someday's Dreamers como Masami Oyamada.
- Zatch Bell como Fleet (ep.40)

2004
- BLEACH como Grimmjow Jeagerjaques.
- DearS como Hirofumi Nonaka.
- Gravion Zwei como Alex Smith.
- Keroro Gunso como Air conditioner (ep.241)
- Mobile Suit Gundam Seed Destiny como Sting Oakley; Ali Kasim; Malik Yardbirds; Mars Simeon
- Tenjho Tenge como Dan Inosato (ep.22)

2005
- Best Student Council como 1r Hermano Kinjou (ep.16)
- Blood+ como Van Argeno.
- Erementar Gerad como Sunweld (eps.15, 21-22)
- Gunparade Orchestra como Michiya Noguchi
- Karin como Ren Maaka.
- Peach Girl como Goro Ooji (eps.7-10)
- Shakugan no Shana como Friagne.
- Transformers Cybertron como Tim.
- Trinity Blood como Cain Nightroad.

2006
- Bakumatsu Kikansetsu Irohanihoheto como Kozo Shiranui.
- Demashitaa! PowerPuff Girls Z como Great Michel (ep.10)
- Fate/stay night como Archer.
- Gintama como GOEMON (ep.30)
- Jigoku Shoujo Futakomori como Hirohisa Sugita (ep.6)
- NANA como Kyosuke Takakura.
- Night Head Genesis como Mikumo.
- Oban Star-Racers como Rick Thunderbolt.
- Shōnen Onmyōji como Ryūsai Enoki.
- The Story of Saiunkoku como Sa Soujun.

2007
- Dragonaut - The Resonance como Gio.
- GeGeGe no Kitarō como Bake-Zouri (ep.53)
- Kotetsushin Jeeg como Hiroshi Shiba.
- Koutetsu Sangokushi como Kouha Kannei.
- Lovely Complex como Kuniumi Maitake.
- Nodame Cantabile como Tooru Kikuchi.
- Rental Magica como Ren Nekoyashiki.
- Shakugan no Shana Second como Friagne.
- Sky Girls como Zin Hizaki.
- Suteki Tantei Labyrinth como Seiran Shinano.
- Wangan Midnight como Yoshiaki Ishida.
- Zombie-Loan como Reiichirou Shiba.

2008
- Amatsuki como Bonten.
- Blassreiter como Zargin.
- Bus Gamer como Nobuto Nakajō.
- Hokuto no Ken Raoh Gaiden: Ten no Haoh como Ryūrō (ep.6)
- Kuroshitsuji como Undertaker.
- Macademi Wasshoi! como Agaliarept.
- Monochrome Factor como Shirogane.
- Mōryō no hako como Bunzou Aoki.
- Nabari no Ō como Raikou Shimizu.
- Shikabane Hime: Aka como Sadahiro Mibu.
- Vampire Knight como Akatsuki Kain.
- Vampire Knight Guilty como Akatsuki Kain.

2009
- 07-Ghost como Frau.
- Chrome Shelled Regios como Savaris Qaulafin Luckens.
- Fairy Tail como Freed.
- Pandora Hearts como Liam.
- Shikabane Hime: Kuro como Sadahiro Mibu.

2010
- Bakuman como Shinta Fukuda.
- Highschool of the Dead como Takashi Komuro.
- Fortune Arterial como Lori Sendo.
- Kuragehime como Shū Koibuchi.
- Kuroshitsuji II como Undertaker.
- Ōkami-san to Shichinin no Nakama-tachi como Shirō Hitsujikai (eps. 5, 7, 11)
- Sekirei ~Pure Engagement~ como Izumi Higa.
- Starry Sky como Ooshirou Shirogane.

2011
- Deadman Wonderland como Tamaki Tsunenaga.
- Uta no Prince-sama Maji Love 1000% como Ren Jinguuji.
- Natsume Yuujinchou como Seiji Matoba.

2012
- High School DxD como Sirzech Lucifer.
- Kuroko no Basket como Daiki Aomine
- Natsume Yuujinchou como Seiji Matoba
- Medaka Box Abnormal como Kurokami Maguro.
- New Prince of tennis como Keigo Atobe.
- Saint Seiya Omega como Eden de Orion.
- Sakamichi no Apollon como Junichi Katsuragi.

2013
- Cuticle Tantei Inaba como Inaba Hiroshi
- Uta no Prince-sama OVA como Ren Jinguuji
- Karneval como Uro
- Brothers Conflict como Kaname Asahina
- Meganebu! como Yukiya Minabe
- Devil Survivor 2: The Animation como Yamato Hotsuin
- One Piece como Vergo
- Kuroko no Basket 2 como Daiki Aomine
- Blazblue Alter Memory como Relius Clover
- The Eccentric Family　como Yaichirō Shimogamo
- Ansatsu Kyoshitsu como Tadaomi Karasuma

2014
- Akatsuki no Yona como Jae-Ha
- "Akuma no riddle" como Eisuke Inukai
- Mahōka Kōkō no Rettōsei como Katsuto Jūmonji
- Uta no Prince-sama maji Love 2000% como Ren Jinguuji
- Fate/stay night: Unlimited Blades Works  como Archer.

2015
- Kuroko no Basket 3 como Daiki Aomine
- Uta no Prince-sama Maji Love Revolution como Ren Jinguuji
- Shokugeki no Soma - Food Wars como Akira Hayama
- Gangsta. como Worick Arcangelo
- Young Black Jack como Doctor Kiriko
- High School Star Musical como Itsuki Ōtori

2016
- Boku no Hero Academia como Shota Aizawa
- Fukigen na Mononokean como Rippō
- Prince Of Stride: Alternative como Kuga Kyosuke
- Servamp como Gula
- Sōsei no Onmyōji como Seigen Amawaka
- Ushio and Tora como Shinno
- Yuri on Ice como Victor Nikiforov
- Danganronpa 3: The End of Hope's Peak High School como Juzo Sakakura
- Bungō Stray Dogs: Segunda Temporada como Sakunosuke Oda (Odasaku)
- Shūmatsu no Izetta como Berckmann
- Kiznaiver como Kazunao Yamada

2017
- ACCA: 13-ku Kansatsu-ka como Glossular
- Boku no Hero Academia 2 como Shota Aizawa
- Demi-chan wa Kataritai como Tetsuo Takahashi
- Ao no Exorcist: Kyoto Fujouou-hen como Saburouta Toudou (joven)
- Yuri!!! on Ice como Viktor Nikiforov
- Nobunaga no Shinobi: Ise, Kanegasaki-hen como Takigawa Kazumasu[5]
- Mahō Tsukai no Yome como Seth Noel
- Fate/Apocrypha como Saber of Black
- Vatican Kiseki Chōsakan como Roberto Nicholas
- Shōkoku no Altair como Abiriga
- Code: Realize - Sōsei no Himegimi - como Abraham Van Helsing
- Black Clover como Yami Sukehiro

2018
- JoJo's Bizarre Adventure Golden Wind como Leone Abbaccio
- Black Clover como Yami Sukehiro
- Rokuhōdō Yotsuiro Biyori como Kyousui "Sui" Tougoku
- Boku no Hero Academia 3 como Shota Aizawa
- Sword Art Online: Alicization como Bercouli

2019
- Bem como Dr. Recycle
- Kimetsu no Yaiba como Kyōgai
- Sarazanmai como Keppi
- Black Clover como Yami Sukehiro
- No Guns Life como Juzo Inui
- Boku no Hero Academia 4 como Shota Aizawa
- Sword Art Online: Alicization - War of Underworld como Bercouli

2020
- Listeners como Denka
- Bungō to Alchemist: Shinpan no Haguruma como Ryūnosuke Akutagawa
- Black Clover como Yami Sukehiro
- No Guns Life 2 como Juzo Inui
- Sword Art Online: Alicization - War of Underworld como Bercouli
- Great Pretender como Laurent Thierry
- Jujutsu Kaisen como Ryōmen Sukuna
- Ikebukuro West Gate Park como Zero-One

2021
- Black Clover como Yami Sukehiro
- Urasekai Picnic como Teniente Will Drake
- Kemono Jihen como Kohachi Inugami
- Re:Zero kara Hajimeru Isekai Seikatsu como brujo de la melancolia Hector
- Tesla Note como Mickey Miller
- Tian Guan Ci Fu como Pei Ming
- Kageki Shoujo!! como Mamoru Ando

2022
- Tribe Nine como Ōjirō Ōtori
- Spy × Family como Shopkeeper
- Blue Lock como Shouei Barou

2023
- MF Ghost como Kaito Akaba
- Nokemono-tachi no Yoru como Naberius
- Higeki no Genkyō to naru Saikyō Gedō Last Boss Joō wa Min no tame ni Tsukushimasu como Val
- One Piece como Ryokugyu
- Sousou no Frieren como Lügner
- Ragna Crimson como woltekamui

2024
- Solo Leveling como Hwang.
- Giji Harem como Motokuni Nakayama.

2025
- Rurouni Kenshin como Uonuma Usui
- Arafō Otoko no Isekai Tsūhan como Kenichi.

2025
- Mattaku Saikin no Tantei Tokitara como Keiichirō Nagumo

### OVA
- Ansatsu_Kyoshitsu como Tadaomi Karasuma.
- Boku no Hero Academia: Training of the Dead como Shōta Aizawa.
- Chobits (OVA) como Yoshiyuki Kojima.
- Fullmetal Alchemist: Premium Collection como Greed.
- Fullmetal Alchemist: Seven Homunculi VS State Alchemists como Greed.
- Ikoku Irokoi Romantan como Alberto Valentiano.
- Kamisama Hajimemashita: Kako-hen como Akuraou.
- Kingdom of Chaos - Born to Kill como Aide.
- Kirepapa como Kakeru Mijo.
- Final Fantasy VII: Last Order como Tseng.
- Mobile Suit Gundam Seed Destiny Final Plus: The Chosen Future como Mars Simeon.
- The Prince of Tennis: The National Tournament como Keigo Atobe.
- Saint Seiya: The Hades Chapter - Inferno como Sphynx Pharao.
- Street Fighter IV: The Ties That Bind como Balrog.
- Switch como Masataka Hiki.
- Tenchi Muyo! Ryo-Ohki como Nakita Kuramitsu.
- Tennis no Ouji-sama: Zenkoku Taikai-hen Semifinal como Keigo Atobe.
- X como Fuuma Monou.

### Películas
- Fate/stay night Unlimited Blade Works como Archer.
- Fate/stay night: Heaven's Feel I Pressage Flowers como Archer.
- Fate/stay night: Heaven's Feel II Lost Butterfly como Archer.
- Fate/stay night: Heaven's Feel III Spring Song como Archer.
- Fate/Grand Order: First Order como Dark Archer.
- Final Fantasy VII: Advent Children como Tseng.
- Shakugan no Shana (Movie) como Friagne.
- Tennis no Oujisama: Atobe Kara no Okurimono como Keigo Atobe.
- Kuroko no Basket: Last Game como Daiki Aomine.
- Kuroshitsuji: Book of Atlantic como "Undertaker"
- Bungou Stray Dogs: Dead Apple como Sakunosuke Oda (Odasaku)
- Yuri!!! on ice the movie cómo Victor nikiforov

### Videojuegos
- Ensemble Stars! como Ran Nagisa
- My Hero One's Justice como Shōta Aizawa.
- My Hero One's Justice 2 como Shōta Aizawa.
- Saint Seiya Awakening como Aquarius Camus.
- Fate/stay night [Realta Nua] como Archer(EMIYA) y Merlin.
- Fate/Unlimited Code como Archer.
- Fate/Extra como Archer(Nameless).
- Fate/Grand Order como Archer(EMIYA),Saber of Black(Siegfried) y Archer(EMIYA Alter).
- Tears of Themis como Artem Wing.
- Tekken como Lars Alexandersson
- Naruto Shippūden: Ultimate Ninja Storm 2 como Lars Alexandersson

### Doblaje
- Squid Game como Reclutador
- Clifford the Big Red Dog como Zac Tieran
- House of the Dragon como Ser Criston Cole
- The Matrix Resurrections como Morfeo
- Justice League como  Victor Stone/Cyborg
- Venom como Venom
- Zack Snyder's Justice League como  Victor Stone/Cyborg